# 香港美食嘉年華
香港美食嘉年華（英語：Hong Kong Food Carnival）由香港中華廠商聯合會於2009年首次舉辦，原名為「香港食品嘉年華」，初時每兩年舉辦一次，隨着活動愈來愈受歡迎，於2016年改為每年舉辦，並於2018年改名為「香港美食嘉年華」。嘉年華現場除銷售各類型乾貨外，還提供超過60檔熟食，售賣各種地道美食，以至世界各地熱門美食，故吸引眾多市民進場。每年嘉年華均圍繞不同主題而舉辦各項活動，滿足不同年齡層人士的需要，老少咸宜。

## 歷史

#### 2009年
首屆的「香港食品嘉年華」於2009年4月3日至14日假葵涌運動場舉行，為期12天，以「健康飲食」為主題，由藝人黎諾懿擔任「美食之星」協助宣傳及推廣，而另一「美食之星」謝寧更聯同香港電台在會場作戶外直播。首屆食品嘉年華共有220個攤位，門票為港幣10元；七大展區分別為「香港名牌區」、「健康有機區」、「茶藝文化區」、「休閒食品區」、「餐飲用具區」、「美食餐飲區」及「消閒生活區」。

#### 2011年
「第2屆香港食品嘉年華」於2011年4月21日至5月2日假九龍旺角花墟公園舉行，為期12天，設5大展區，包括「健康有機區」、「休閒食品區」、「餐飲用具區」、「美食餐飲區」及「消閒生活區」，攤位增至270個，由藝人蘇玉華擔任「美食大使」。
適逢嘉年華在復活節期間舉行，大會籌辦一連串適合一家大小的節目，包括「親子競技同樂日」、「小菠蘿復活兔Catwalk Show」、「親子廚藝大比拚」及「繽Fun創藝工作坊」等，以增添節日氣氛。

#### 2013年
「第3屆香港食品嘉年華」於2013年9月27日至10月8日假葵涌運動場舉行，為期12天，以「健康飲食與生活」為主題，由名人蘇施黃擔任「美食大使」。
大會舉辦不同活動及節目，包括聯同新城電台舉辦的「健康有營小廚神大比拼」活動、咖啡沖泡、拉花表演，還舉辦多個烹飪工作坊，包括咖啡品嚐(Cupping)、花花杯子蛋糕、動物棒棒蛋糕及創意曲奇製作等，讓入場市民享受製作樂趣及讓小朋友發揮烹飪創意及天份，親子同樂。

#### 2015年
「第4屆香港食品嘉年華」於2015年10月31日至11月8日假葵涌運動場舉行，為期9天，邀請了方力申擔任「愛心大使」及名廚黎偉鴻擔任「愛心廚神」。
場內設有逾270個攤位，分佈於「健康有機區」、「休閒食品區」、「餐飲用具區」、「美食餐飲區」及「消閒生活區」，共5個主題展區。新增的「社企區」提供多個免費攤位予不同社會企業參展，讓他們售賣各式健康產品，包括社企自家製的曲奇、甜點和保健湯包，還有糧油食品及公平貿易產品等等，助他們開拓業務。

#### 2016年
「第5屆香港食品嘉年華」於2016年10月29日至11月6日假葵涌運動場舉行，並由肥媽（Maria Cordero）擔任「愛心美食大使」。
嘉年華舉行期間適逢萬聖節，大會安排一系列「搞鬼」的萬聖節活動與市民歡度佳節，包括「萬聖節嘩鬼扮演大賽」及「失魂鬼大巡遊」，一班萬聖節打扮的表演者與市民拍照留念，並提供免費化妝服務。而展會期間亦有多項活動供市民同樂，例如粵劇表演、藝人表演及現場有獎遊戲等等。

#### 2017年
「第6屆香港食品嘉年華」於2017年10月28日至11月5日假葵涌運動場舉行，設逾260個戶外攤位，劃分為4大主題區—「健康有機區」、「休閒食品區」、「餐飲用具區」及「為食Guide」，是屆推廣大使為方力申。 
大會安排9輛美食車每日輪流進駐會場，提供多款本地傳統小食和新派食品；另外，為貼合「健康飲食與生活」的主題，設立了「親親有機小農莊」主題區，供市民參觀有機種植園、參與攤位遊戲及體驗健康的綠色生活。同時，大會亦聯同商業一台在開幕日協辦名為「揭開香港地道典故」的特備節目，請來一眾歌手嘉賓獻唱懷舊金曲。

#### 2018年
「第7屆香港美食嘉年華」於2018年10月27日至11月4日假葵涌運動場舉行，設逾290個攤位，分佈於5大主題區，包括「健康有機區」、「休閒食品區」、「餐飲用具區」、「為食Guide」以及特設的「東南亞特色主題區」；東南亞特色主題區設有拍照區，以及一系列富東南亞風情的傳統舞蹈表演、拉茶及工作坊等活動，推廣大使李家鼎（鼎爺）更於開幕當天現場大展廚藝及分享烹飪心得。
此外，大會首次與網購平台HKTVmall合作，推出網上預購活動，提供「一蚊」及「一折」等優惠，讓市民在網上預先購買心頭好。美食嘉年華亦首次推出電子錢包支付服務及安排八達通付款入場，減省排隊入場的時間，及減少使用紙張門票以支持環保。

## 歷屆展覽資料
| 屆別  | 舉辦日期                | 美食之星／推廣大使    | 參與藝人及嘉賓                                                                           |
| ----- | ----------------------- | --------------------- | ---------------------------------------------------------------------------------------- |
| 第1屆 | 2009年4月3日至14日      | 黎諾懿、謝寧          | 范振鋒、官恩娜、張美妮、宋熙年、王君馨、「美女廚房」天使                                 |
| 第2屆 | 2011年4月21日至5月2日   | 蘇玉華                | 呂有慧、名廚余健志、鄭錦富                                                               |
| 第3屆 | 2013年9月27日至10月8日  | 蘇施黃                | 香港飲食作家麥潔兒、麥貝夷、吳彤、大廚黎偉鴻                                             |
| 第4屆 | 2015年10月31日至11月8日 | 方力申                | 林奕匡、方皓玟、葉巧琳、樂印姊妹、胡琳、雨僑、BOP天堂鳥、陳詩欣、KellyJackie、名廚黎偉鴻 |
| 第5屆 | 2016年10月29日至11月6日 | 肥媽（Maria Cordero） | 衛詩、喬寶寶、余宜發、音樂總監譚雅瑩                                                     |
| 第6屆 | 2017年10月28日至11月5日 | 方力申                | 大廚黎偉鴻、楊美琪、余宜發、鄭融、糖妹、小肥、陳慧敏、羅啟聰                             |
| 第7屆 | 2018件10月27日至11月4日 | 李家鼎                | 名廚胡忠興、Alex Ling、李耀佳、知名營養師李杏榆                                          |
| 第8屆 | 2021年10月30日至11月7日 |                       |                                                                                          |
| 第9屆 | 2022年10月29日至11月6日 |                       |                                                                                          |